# Munidopsis thieli
Munidopsis thieli is een tienpotigensoort uit de familie van de Munidopsidae. De wetenschappelijke naam van de soort is voor het eerst geldig gepubliceerd in 1975 door Türkay.